# Sustavna teologija
Sustavna teologija je bogoslovska znanstvena disciplina koja se bavi crkvenim naukom. Istražuje i znanstveno izlaže Kristovo otajstvo i povijest spasenja.

Vidi: praktična teologija, fundamentalna teologija, dogmatska teologija, moralna teologija, ekumenska teologija, pastoralna teologija.
Literatura:
- Franjevačka provincija Presvetog Otkupitelja Stipe Nimac: Praktična teologija - pokušaj odredbe pojma praktične teologije
- Statut Katoličkoga bogoslovnog fakulteta u Zagrebu  Arhivirana inačica izvorne stranice od 10. kolovoza 2011. (Wayback Machine)